# Хайнце, Габриэль
Габриэ́ль Ива́н Ха́йнце (исп. Gabriel Iván Heinze; род. 19 апреля 1978, Креспо, Энтре-Риос) — аргентинский футболист и футбольный тренер. Выступал на позиции левого защитника.

## Биография
Хайнце начал карьеру в аргентинском клубе «Ньюэллс Олд Бойз» из Росарио. В дальнейшем игрок привлёк внимание селекционеров многих европейских клубов и в 1998 году за 2 млн евро перешёл в испанский «Реал Вальядолид». Проведя один сезон в Испании, он был арендован «Спортингом» из Лиссабона. Вернувшись в Вальядолид, Хайнце провёл там ещё два сезона в испанской лиге.
В конце 2001 года Хайнце перешёл в «Пари Сен-Жермен», за который играл последующие три сезона, всего провёл 119 матчей и забил 19 мячей. В 2004 году вместе с клубом Хайнце стал обладателем Кубка Франции.
Хайнце перешёл в «Манчестер Юнайтед» летом 2004 года за сумму 8 млн евро. Дебютировал в основном составе в матче против «Болтона» (счёт в матче — 2:2). За МЮ Хайнце провёл 52 матча, забил 3 гола.

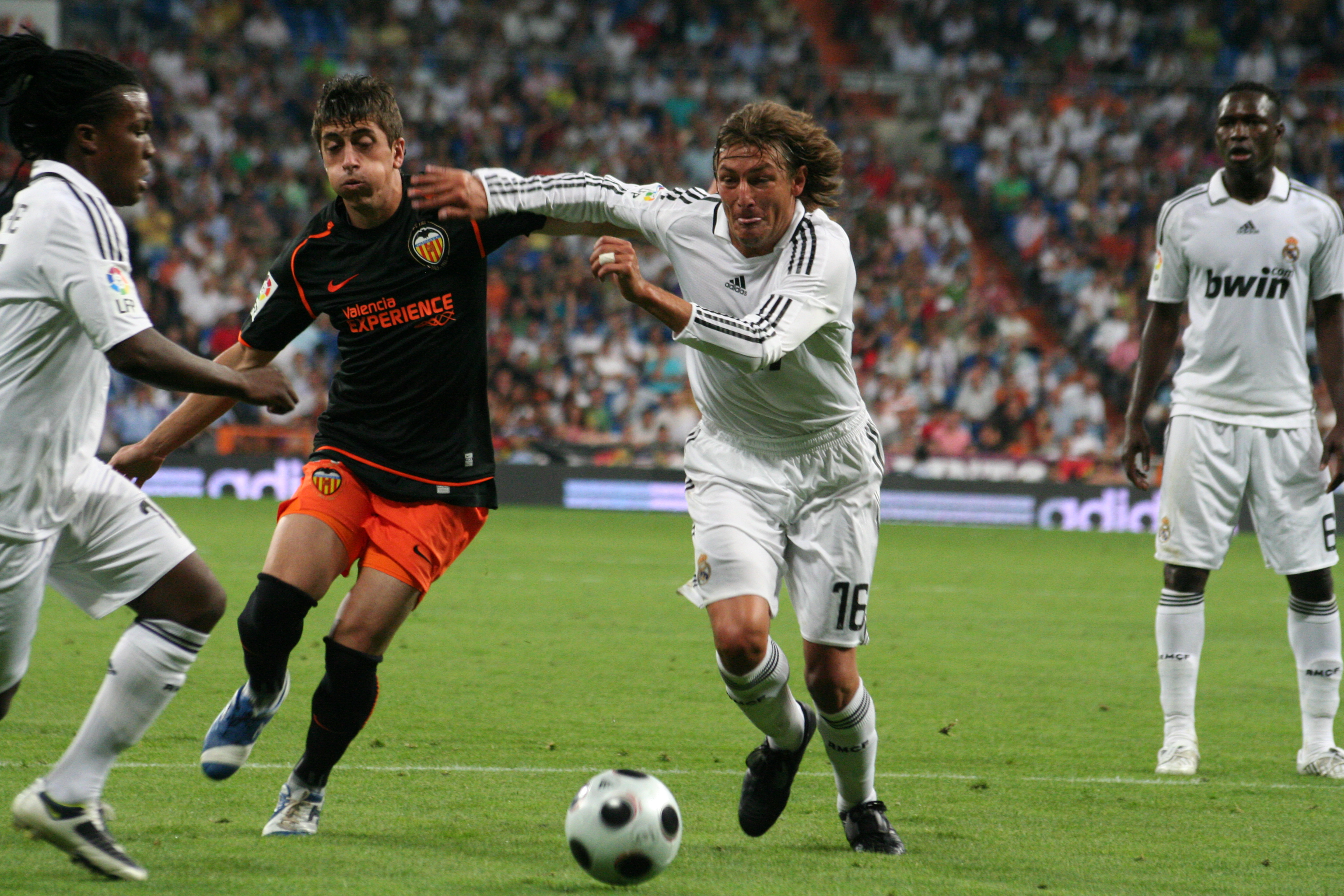
Габриэль в матче против «Валенсии» (2008 год)

22 августа 2007 года Хайнце подписал контракт с мадридским «Реалом» сроком на четыре года. Сумма сделки составила порядка 8 миллионов фунтов стерлингов. Дебют аргентинца в составе «сливочных» состоялся 2 сентября в игре против «Вильярреала» (5:0). А в 2008 году Габриэль забил свой первый гол за королевский клуб — в игре с «Севильей».
Летом 2009 года перешёл из «Реала» в марсельский «Олимпик».
22 июля 2011 года на правах свободного агента подписал контракт с итальянским клубом «Рома» сроком на 1 год с возможностью продления ещё на один сезон. При этом его зарплата в новом клубе понизилась в 7 раз и была равна 600 тысячам евро в год.
В 2015 году возглавил в качестве главного тренера «Годой-Крус». Ушёл в отставку после 10 матчей чемпионата Аргентины. В них команда из Мендосы одержала лишь две победы при шести поражениях.
20 июня 2016 года назначен главным тренером «Архентинос Хуниорс». Контракт подписан на 1 год.
10 декабря 2017 года назначен главным тренером «Велес Сарсфилд». Контракт подписан на полтора года.

## Достижения

### Командные
ПСЖ
- Обладатель Кубка Франции: 2004

Манчестер Юнайтед
- Чемпион Англии: 2007
- Обладатель Кубка английской лиги: 2006
- Обладатель Суперкубка Англии: 2007
- Финалист Кубка Англии (2): 2005, 2007

Реал Мадрид
- Чемпион Испании: 2007/08

Олимпик (Марсель)
- Чемпион Франции: 2009/10
- Обладатель Кубка французской лиги (2): 2009/10, 2010/11

Сборная Аргентины
- Победитель Олимпийских игр 2004 года
- Финалист Кубка Америки: 2004, 2007
- Финалист Кубка конфедераций: 2005

### Личные
- Обладатель Приза сэра Мэтта Басби лучшему игроку года: 2004/05

## Статистика
| Сезон     | Клуб                | Матчи | Голы |
| --------- | ------------------- | ----- | ---- |
| 1997/98   | Ньюэллс Олд Бойз    | 8     | 0    |
| 1997/98   | Реал Вальядолид     | 0     | 0    |
| 1998/99   | Спортинг (Лиссабон) | 5     | 1    |
| 1999/2000 | Реал Вальядолид     | 18    | 0    |
| 2000/01   | Реал Вальядолид     | 36    | 1    |
| 2001/02   | Пари Сен-Жермен     | 37    | 0    |
| 2002/03   | Пари Сен-Жермен     | 39    | 2    |
| 2003/04   | Пари Сен-Жермен     | 33    | 2    |
| 2004/05   | Манчестер Юнайтед   | 33    | 1    |
| 2005/06   | Манчестер Юнайтед   | 6     | 2    |
| 2006/07   | Манчестер Юнайтед   | 38    | 1    |
| 2007/08   | Реал Мадрид         | 26    | 1    |
| 2008/09   | Реал Мадрид         | 32    | 2    |
| 2009/10   | Олимпик (Марсель)   | 36    | 6    |
| 2010/11   | Олимпик (Марсель)   | 22    | 1    |
| 2011/12   | Рома                | 23    | 0    |